# Einsatzkommando
Pendant la Seconde Guerre mondiale, les Einsatzkommandos en français : « commandos d’intervention » étaient des sous-groupes des cinq Einsatzgruppen, unités de police militarisée créées par le gouvernement du Reich.
Les Einsatzkommando comptent jusqu'à 3 000 hommes au total, composés d'effectifs d'unités régulières de la police allemande (Ordnungspolizei), de membres de la SS (entre 500 à 1 000) et de la Wehrmacht. Ces unités spéciales opéraient dans les territoires occupés et avaient pour mission d'assassiner systématiquement les opposants réels ou imaginaires au régime nazi : par exemple, les cadres civils et militaires de la Pologne envahie, les roms, les homosexuels, les socialistes et les communistes, les  collaborateurs du NKVD, les commissaires politiques, ou les Juifs,.
À compter de juin 1941 et l'opération Barbarossa, qui entraîna le large repli de l'Armée rouge, les Einsatzgruppen se sont divisés en dizaines de commandos plus petits (Einsatzkommandos), responsables de l'assassinat systématique des prétendus ennemis du Reich derrière les lignes de la Wehrmacht.
Après la guerre, plusieurs officiers de la SS ou de la Ordnungspolizei, ayant eu des responsabilités au sein des Einsatzkommando, ont été jugés, notamment dans le procès des Einsatzgruppen qui s'est tenu à Nüremberg en 1947 et 1948, reconnus coupables de crimes de guerre et pendus. Mais la majeure partie des exécuteurs n'a jamais été ni  inquiétée ni jugée.
« Einsatzkommando » est un terme encore employé dans la dénomination d'organisations militaires et policières comme le SEK allemand et le GEK Cobra autrichien.

## Organisation des Einsatzgruppen
Les Einsatzgruppen étaient des unités policières très hiérarchisées initialement prévus à compter de l' invasion par les  nazis allemands de l'Autriche - Anschluss en mars 1938 sous la direction de Reinhard Heydrich — chef du SD et du Sicherheitspolizei (Service de sécurité du parti nazi et Police de sûreté, principale force régulière de police allemande depuis sa création en 1936).
Opérant au sein de la SS, le premier Einsatzgruppe de la Seconde Guerre mondiale est formé au cours de l'invasion de la Pologne en septembre 1939 afin d'éliminer physiquement les opposants polonais au nazisme. Ensuite, à la suite d'une directive d'Hitler et d'Himmler, les autres Einsatzgruppen sont formés en prévision de l'invasion de l'Union soviétique en juin 1941. Ces groupes, placés sous l'autorité administrative de l'armée allemande, dépendaient du Reichssicherheitshauptamt et étaient sous le contrôle du commandant supérieur des SS Reinhard Heydrich. À sa mort en 1942, Ernst Kaltenbrunner est nommé commandant supérieur des cinq Einsatzgruppen,.

## Le premier Einsatzgruppe en Pologne occupée

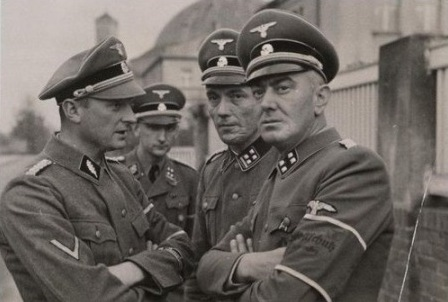
Invasion de la Pologne, de gauche à droite : Ludolf Jakob von Alvensleben, Erich Spaarmann, Hans Kölzow et Christian Schnug, chefs des Volksdeutscher Selbstschutz au moment du massacre de Bydgoszcz, à Bromberg.

Les premiers Einsatzgruppen de la Seconde Guerre mondiale ont été formés en 1939 en préparation de l'invasion de la Pologne. Ils étaient composés de fonctionnaires de la Gestapo, du Kripo et de la SD, déployés lors de l'opération Tannenberg et l'Intelligenzaktion jusqu'au printemps 1940 , suivie par l'AB-Aktion allemande qui s'est terminée fin 1940. Bien avant l'attaque contre la Pologne, les nazis, aidés par la minorité allemande vivant sur le territoire de la Deuxième République polonaise, rédigeaient une liste de personnalités polonaises contenant les noms de 61 000 membres de l’élite polonaise. La liste, imprimée sous la forme d'un livre de 192 pages, est intitulé Sonderfahndungsbuch Polen. Il est composé uniquement de noms et de dates de naissance de politiciens, de savants, d'acteurs, de l'intelligentsia, de médecins, d'avocats, de la noblesse, de prêtres, d'officiers et de nombreux autres personnes et ce livre est mis à disposition pour les Einsatzgruppen et la Volksdeutscher Selbstschutz. Fin 1939, 50 000 Polonais dont des Juifs sont assassinés par ces groupes dans les territoires annexés, dont plus de 1 000 prisonniers de guerre,,,.
Les unités opérationnelles de la SS reçoivent des chiffres romains pour la première fois le 4 septembre 1939. Avant, leurs noms provenaient du nom de leurs lieux d'origine en langue allemande.
1. Einsatzgruppe I ou EG I–Wien (sous le commandement du SS-Standartenführer Bruno Streckenbach)[13], déployé avec la 14e armée
  1. Einsatzkommando 1/I : SS-Sturmbannführer Ludwig Hahn (en)
  2. Einsatzkommando 2/I : SS-Sturmbannführer Bruno Müller
  3. Einsatzkommando 3/I : SS-Sturmbannführer Alfred Hasselberg (de)
  4. Einsatzkommando 4/I : SS-Sturmbannführer Karl Brunner
2. Einsatzgruppe II ou EG II–Oppeln (sous le commandement du SS-Obersturmbannführer Emanuel Schäfer), déployé avec la 10e armée
  1. Einsatzkommando 1/II : SS-Obersturmbannführer Otto Sens (de)
  2. Einsatzkommando 2/II : SS-Sturmbannführer Karl-Heinz Rux (de)
3. Einsatzgruppe III ou EG III–Breslau (sous le commandement du SS-Obersturmbannführer und Regierungsrat Hans Fischer (de))[13], déployé avec la 8e armée
  1. Einsatzkommando 1/III : SS-Sturmbannführer Wilhelm Scharpwinkel (de)
  2. Einsatzkommando 2/III : SS-Sturmbannführer Fritz Liphardt (de)

1. Einsatzgruppe IV ou EG IV–Dramburg (sous le commandement du SS-Brigadeführer Lothar Beutel[13], remplacé par Josef Albert Meisinger en octobre 1939) déployé avec la 4e armée en Poméranie (EG-V)
  1. Einsatzkommando 1/IV : SS-Sturmbannführer und Regierungsrat Helmut Bischoff
  2. Einsatzkommando 2/IV : SS-Sturmbannführer und Regierungsrat Walter Hammer (de)
2. Einsatzgruppe V ou EG V–Allenstein (sous le commandement du SS-Standartenführer Ernst Damzog)[13], déployé avec la 3e armée
  1. Einsatzkommando 1/V : SS-Sturmbannführer und Regierungsrat Heinz Gräfe (de)
  2. Einsatzkommando 2/V : SS-Sturmbannführer und Regierungsrat Robert Schefe (de)
  3. Einsatzkommando 3/V : SS-Sturmbannführer und Regierungsrat Walter Albath (de)
3. Einsatzgruppe VI (sous le commandement du SS-Oberführer Erich Naumann), déployé en Grande-Pologne
  1. Einsatzkommando 1/VI : SS-Sturmbannführer Franz Sommer (de)
  2. Einsatzkommando 2/VI : SS-Sturmbannführer Gerhard Flesch
4. Einsatzgruppe z. b. V.[14] (sous le commandement du SS-Obergruppenführer Udo von Woyrsch et du SS-Oberführer Otto Rasch), déployé en Haute-Silésie et en Silésie de Cieszyn
5. Einsatzkommando 16 ou EK–16 Danzig (sous le commandement du SS-Sturmbannführer Rudolf Tröger)[13], déployé en Poméranie après le retrait des EG-IV et EG-V[13]. Le commando a été impliqué dans les massacres à Piaśnica, connus sous le nom de Pommern Katyń, entre septembre 1939 et le printemps 1940. Les tireurs civils appartenaient à la milice allemande du Volksdeutscher Selbstschutz, aidant le groupe EK-16. Au cours de cette période, environ 12 000  à   16 000 Polonais, Juifs, Tchèques et Allemands anti nazis ont été assassinés. Cette unité SS ne doit pas être confondue avec l'Einsatzkommando 16 du Einsatzgruppe E déployé en Croatie (voir ci-dessous).

## Einsatzgruppe A
L'Einsatzgruppe A, attaché au groupe d'armées Nord, a été formé à Gumbinnen en province de Prusse-Orientale le 23 juin 1941. Stahlecker — son premier commandant — a déployé l'unité vers la frontière lituanienne. Son groupe était composé de 340 hommes de la Waffen SS, de 89 policiers de la Gestapo, 35 membres du SD, de 133 policiers réguliers de l'Orpo et de 41 inspecteurs et commissaires de la Kripo. Lorsque les troupes soviétiques se retirent de la capitale temporaire lituanienne Kaunas, la ville est reprise lendemain par les Lituaniens lors du soulèvement antisoviétique. Le 25 juin, l'Einsatzgruppe A entre à Kaunas avec des unités avancées de l'armée allemande.
1. SS-Brigadeführer und Generalmajor der Polizei Franz Walter Stahlecker (22 juin 1941 – 23 mars 1942)
2. SS-Brigadeführer und Generalmajor der Polizei Heinz Jost (29 mars – 2 septembre 1942)
3. SS-Oberführer und Oberst der Polizei Humbert Achamer-Pifrader (10 septembre 1942 – 4 septembre 1943)
4. SS-Oberführer Friedrich Panzinger (5 septembre 1943 – 6 mai 1944)
5. SS-Oberführer und Oberst der Polizei Wilhelm Fuchs (6 mai – 10 octobre 1944)

### Sonderkommando Arājs
1. SS-Sturmbannführer Viktors Arājs (4 juillet 1941 - 1944)

### Sonderkommando 1a
1. SS-Obersturmbannführer Martin Sandberger (juin 1941 – 1943)
2. SS-Obersturmbannführer Bernhard Baatz (1er août 1943 – 15 octobre 1944)

### Sonderkommando 1b
1. SS-Oberführer und Oberst der Polizei Erich Ehrlinger (juin – novembre 1941)
2. SS-Sturmbannführer Walter Hoffmann (janvier – mars 1942)
3. SS-Obersturmbannführer Eduard Strauch (mars – août 1942)
4. SS-Sturmbannführer Erich Isselhorst (30 juin – 1er octobre 1943)

### Einsatzkommando 1a
1. SS-Obersturmbannführer Martin Sandberger (juin 1942 – 1942)
2. SS-Obersturmbannführer Karl Tschierschky (1942)
3. SS-Sturmbannführer Erich Isselhorst (novembre 1942 – juin 1943)
4. SS-Obersturmbannführer Bernhard Baatz (juin – août 1943)

### Einsatzkommando 1b
1. SS-Sturmbannführer Hermann Hubig (de) (juin – octobre 1942)
2. SS-Sturmbannführer Manfred Pechau (octobre – novembre 1942)

### Einsatzkommando 1c
1. SS-Sturmbannführer Kurt Graaf (de) (1er août - 28 novembre 1942)

### Einsatzkommando 2
1. SS-Obersturmbannführer Rudolf Batz (juin – 4 novembre 1941)
2. SS-Obersturmbannführer Eduard Strauch (4 novembre – 2 décembre 1941)
3. SS-Sturmbannführer Rudolf Lange (3 décembre 1941 –1944)
4. SS-Sturmbannführer Manfred Pechau (octobre 1942)
5. SS-Sturmbannführer Reinhard Breder (26 mars 1943 – juillet 1943)
6. SS-Obersturmbannführer Oswald Poche (en) (30 juillet 1943 – 2 mars 1944)

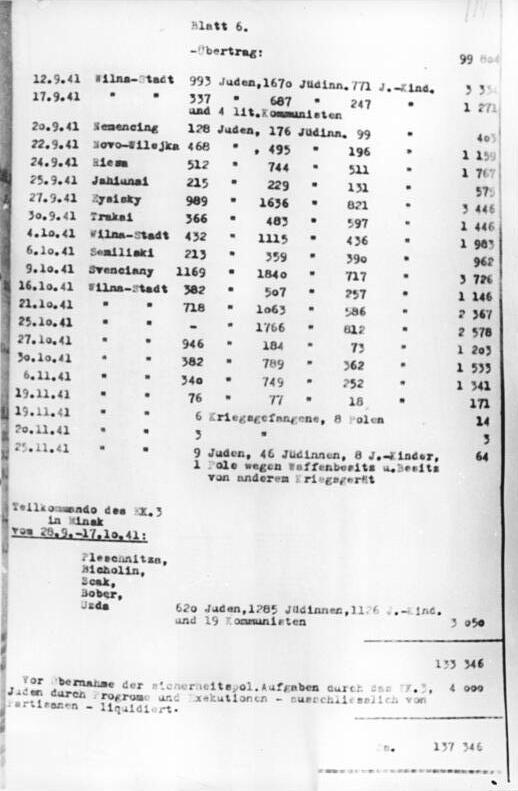
Einsatzkommando 3 — feuille de pointage du rapport Jäger (1941).

### Einsatzkommando 3
1. SS-Standartenführer Karl Jäger (juin 1941 – 1er août 1943)
2. SS-Oberführer und Oberst der Polizei  Wilhelm Fuchs (15 septembre 1943 – 27 mai 1944)
3. SS-Sturmbannführer Hans-Joachim Böhme (11 mai – juillet 1944)

#### Rapport Jäger
Le rapport Jäger montre précisément les activités d'un groupe mobile de tuerie. Il s'agit d'un rapport d'activités de l'Einsatzkommando 3, montrant le nombre total d'assassinats effectués par celui-ci : 137 346 Juifs (57 338 hommes, 48 592 femmes, 29 461 enfants) et 2 058 communistes, handicapés mentaux ou autres, sur la période du 2 juillet au 1er décembre 1941.
L'Einsatzkommando 3 a opéré dans le district de Kovno et à l'ouest de Vilna, en Lituanie occupée. Le Rollkommando Hamann commandé par l'officier Joachim Hamann s'est tristement distingué par le nombre de personnes assassinés durant quelques mois de l'année 1941 : au moins 60 000 Juifs furent exterminés dans les campagnes lituaniennes et estoniennes par ce petit groupe (ne dépassant pas la centaine d'hommes), composé en majorité de Lituaniens volontaires,.
Le « grand nettoyage ethnique » se poursuivit jusqu'en 1942, date à laquelle les camps de la mort remplacent les exécutions par balles à ciel ouvert mises en œuvre par les Einsatzkommandos.

## Einsatzgruppe B
Le commandement opérationnel de l'Einsatzgruppe B, attaché au groupe d'armées Centre, a été créé quelques jours après l'invasion de l'Union soviétique, sous le commandement du SS-Gruppenführer Arthur Nebe. Il quitte la ville de Poznań le 24 juin 1941 avec 655 hommes de la police de sécurité, de la Gestapo, du Kripo, du SD, de la Waffen-SS et de la 2e Compagnie du Bataillon de la Police de Réserve 9. Le 30 juin 1941, Himmler visite le district de Bialystok où il déclare qu'il faut plus de forces dans la région en raison des risques potentiels de guerre partisane. L'avancée des allemands après la retraite rapide de l'Armée rouge laisse derrière elle une insécurité grandissante, nécessitant un déploiement urgent de personnel supplémentaire.

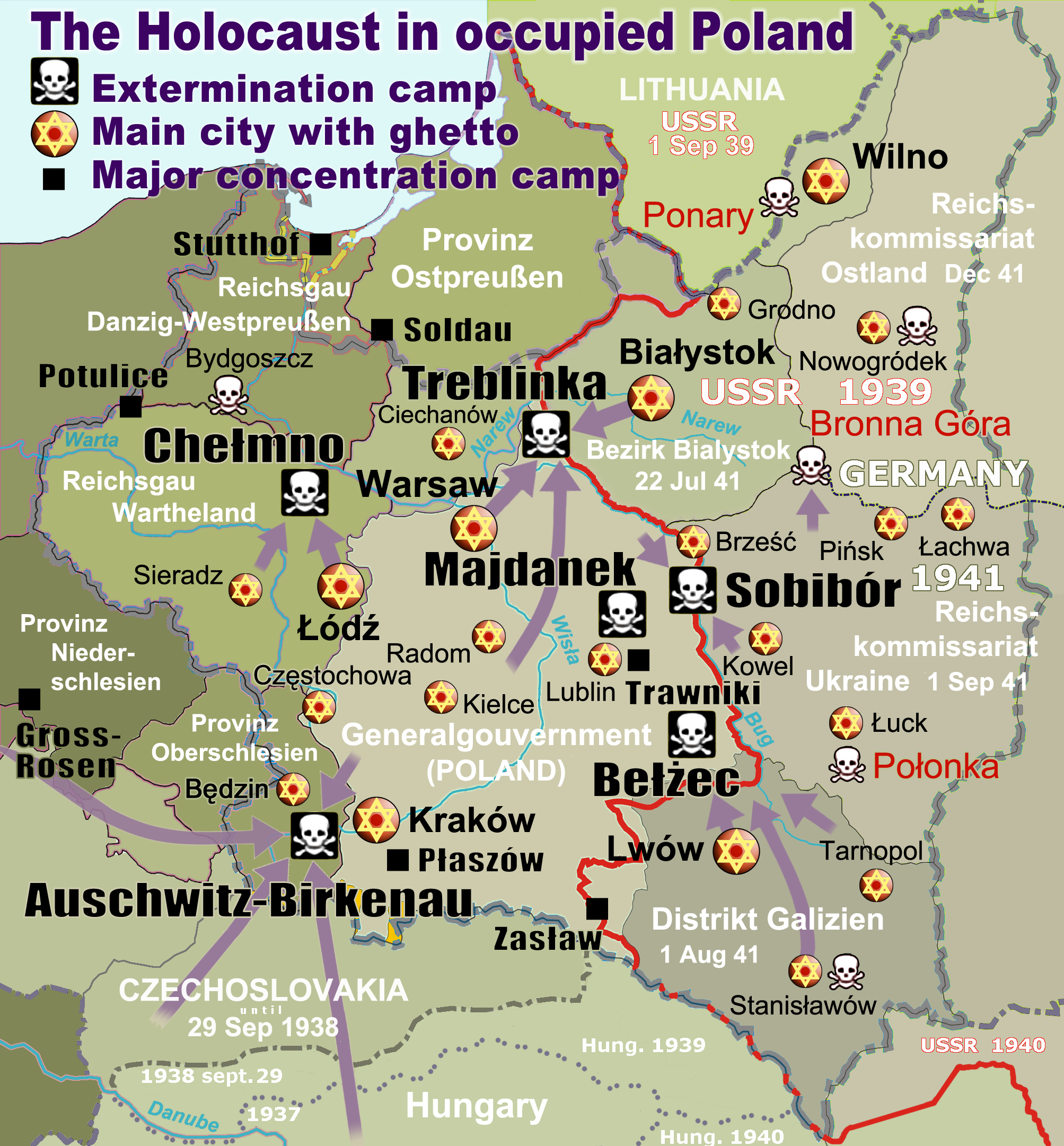
Płock (Schröttersburg) déploiement de l'Einsatzgruppe B, à l'est du camp d'extermination de Chełmno.

Le brouillage de la « nouvelle menace » du quartier général de la Gestapo à Zichenau (Ciechanów) forme une unité moins connue appelée kommando SS Zichenau-Schroettersburg quittant la sous-station Schröttersburg (Płock), sous le commandement du SS-Obersturmführer Hermann Schaper, avec pour mission l'assassinat de juifs, de communistes et de collaborateurs du NKVD dans les villages et les villes. Le 3 juillet, la formation supplémentaire de la Schutzpolizei arrive à Białystok, convoqué par le gouvernement général. Il est dirigé par le SS-Hauptsturmführer Wolfgang Birkner, ancien combattant de l'Einsatzgruppe IV lors de la campagne polonaise de 1939. L'unité de secours, appelée Kommando Bialystok, est envoyée par le SS-Obersturmbannführer Karl Eberhard Schöngarth, répondant aux ordres du Reichssicherheitshauptamt (RSHA). Le 10 juillet 1941, l'unité de Schaper est divisée en petits groupes d’Einsatzkommandos en raison des exigences de l'opération Barbarossa.
En plus des fusillades en masse, l'Einsatzgruppe B commet des pendaisons publiques utilisées comme tactique de terreur sur la population locale. Un rapport de l'Einsatzgruppe B, daté du 9 octobre 1941, décrit une de ces actions. En raison d'une activité partisane soupçonnée dans la région autour du village de Demidov, tous les hommes âgés de quinze à cinquante-cinq ans habitant dans le village sont détenus dans un camp pour un dépistage. Le dépistage conduit à l'arrestation de dix-sept personnes identifiées comme « partisans » et « communistes ». Par la suite, 400 résidents locaux sont rassemblés pour assister à la pendaison de cinq membres du groupe alors que les douze autres sont abattus.
Le 14 novembre 1941, le Gruppenführer Nebe déclare à Berlin l'élimination de 45 000 personnes. Un autre rapport, daté du 15 décembre 1942, établit les tueries de l'Einsatzgruppe B à un total de 134 298 personnes. Après 1943, les massacres de l'Einsatzgruppe B diminuent et l'unité est dissoute en août 1944.

### Commandement
1. SS-Gruppenführer und Generalmajor der Polizei Arthur Nebe (juin – novembre 1941)
2. SS-Brigadeführer und Generalmajor der Polizei Erich Naumann (novembre 1941 – mars 1943)
3. SS-Standartenführer Horst Böhme (12 mars – 28 août 1943)
4. SS-Oberführer und Oberst der Polizei Erich Ehrlinger (28 août 1943 – avril 1944)
5. SS-Oberführer und Oberst der Polizei Heinrich Seetzen (28 avril – août 1944)
6. SS-Standartenführer Horst Böhme (12 août 1944)

Vers le 5 juillet 1941, Arthur Nebe consolide l'Einsatzgruppe B près de Minsk, établissant un quartier général posté pour deux mois. Le Gruppenführer ordonne aux Sonderkommando 7a, Sonderkommando 7b et Vorkommando Moskau de suivre le groupe d'armées Centre, pendant que les Einsatzkommandos 8 et 9 nettoieraient les côtés de la pointe. En conformité, l'Einsatzkommando 8 rejoint Białystok le 1er juillet 1941, traverse Słonim et Baranowicze, où débute une série de massacres dans ce qui est le sud de la Biélorussie actuelle (en Pologne orientale avant la Seconde Guerre mondiale).
Le 5 août, Nebe déplace son groupe à Smolensk, où le Vorkommando Moskau est stationné. Le 6 août, l'Einsatzkommando 8 atteint Minsk. Le 9 septembre 1941, le groupe est déplacé vers Mogilev, où son siège général est établi. L'Einsatzkommando 8 effectue à partir de son siège des massacres à Bobruisk, Gomel, Roslavl et Klintsy, attaquant systématiquement la population locale et la communauté juive.
Pendant ce temps, l'Einsatzkommando 9 quitte Olecko, dans l'Est de la Prusse et atteint Vilna le 2 juillet. Dans les jours qui suivent, le groupe commet des massacres à Grodno et à Bielsk Podlaski. Le 20 juillet, son siège se déplace à Vitebsk, où ils exterminent la population de Polotsk, Nevel, Lepel et Souraj. En progressant vers Viazma, le groupe commet des atrocités dans les villes de Gjatsk et Mojaïsk. La contre-offensive soviétique force l’Einsatzkommando à se retirer à Vitebsk le 21 décembre 1941. En anticipant la chute de Moscou, le Vorkommando Moskau avance jusqu'à Maloïaroslavets, capturé par la Wehrmacht le 18 octobre 1941. Les Sonderkommandos 7a et 7b rejoignent également la zone de la ville en opérant rapidement, afin d'empêcher la fuite des Juifs face à l'armée allemande en progression. Au sud et à l'est de Smolensk et Minsk, les deux Sonderkommandos laissent derrière eux des villes martyrs tel que Velikié Louki, Tver, Orcha, Homiel, Tchernihiv ou Orel.

### Sonderkommando 7a
Le Sonderkommando 7a est dirigé par Walter Blume et attaché à la 9e armée sous les ordres du général Adolf Strauß. Le SK 7a entre à Vilna le 27 juin et y reste jusqu'au 3 juillet. Vilna, maintenant dans la sphère de commandement de l'Einsatzgruppe A, le Sonderkommando 7a est transféré à Kreva, près de Minsk. Le Sonderkommando a été actif à Vilna, Nevel, Haradok, Vitebsk, Velij, Rjev, Viazma, Kalinin et Klintsy, au cours duquel il exécuta 1 344 personnes.
1. SS-Standartenführer Walter Blume (juin – septembre 1941)
2. SS-Standartenführer Eugen Steimle (septembre – décembre 1941)
3. SS-Hauptsturmführer Kurt Matschke (sv) (décembre 1941 – février 1942)
4. SS-Obersturmbannführer Albert Rapp (février 1942 – 28 janvier 1943)
5. SS-Sturmbannführer Helmut Looss (sv) (juin 1943 – juin 1944)
6. SS-Sturmbannführer Gerhard Bast (de) (juin – octobre/novembre 1944)

### Sonderkommando 7b
Ce Sonderkommando était actif à Brest-Litovsk (ghetto de Brest-Litovsk), Kobryn, Proujany, Slonim (ghetto de Slonim), Baranavitchy, Stowbtsy, Minsk (ghetto de Minsk), Orcha, Klintsy, Briansk, Koursk, Tserigov et Orel, au cours duquel il exécuta 6 788 personnes.
1. SS-Sturmbannführer Günther Rausch (de) (juin 1941 – janvier/février 1942)
2. SS-Obersturmbannführer Adolf Ott (février 1942 – janvier 1943)
3. SS-Obersturmbannführer Josef Auinger (de) (juillet 1942 – janvier 1943)
4. SS-Obersturmbannführer Karl-Georg Rabe (janvier/février 1943 – octobre 1944)

### Sonderkommando 7c
- Voir Vorkommando Moskau

1. SS-Sturmbannführer Friedrich-Wilhelm Bock (juin 1942)
2. SS-Hauptsturmführer Rudolf Schmücker (juin 1942 – 1942)
3. SS-Sturmbannführer Wilhelm Bluhm (1942 – juillet 1943)
4. SS-Sturmbannführer Hans Eckhardt (juillet – décembre 1943)

### Einsatzkommando 8
Cet Einsatzkommando était actif à Vawkavysk, Baranovichi, Babruysk, Lahoïsk, Mahiliow et Minsk, au cours duquel il exécuta 74 740 personnes.
1. SS-Obersturmbannführer Otto Bradfisch (juin 1941 – 1er avril 1942)
2. SS-Sturmbannführer Heinz Richter (1er avril –septembre 1942)
3. SS-Sturmbannführer Erich Isselhorst (septembre – novembre 1942)
4. SS-Obersturmbannführer Hans-Gerhard Schindhelm (de) (7 novembre 1942 – octobre 1943)
5. SS-Sturmbannführer Alfred Rendörffer (dates inconnues)

### Einsatzkommando 9
Cet Einsatzkommando était actif à Vilnius (ghetto de Vilnius), Hrodna (ghetto de Grodno), Lida, Bielsk Podlaski, Nevel, Lepiel, Souraj, Viazma, Gjatsk, Mojaïsk, Vitebsk (ghetto de Vitebsk), Smolensk et Varena, au cours duquel il exécuta 41 340 personnes.
1. SS-Obersturmbannführer Alfred Filbert (juin – 20 octobre 1941)
2. SS-Obersturmbannführer Oswald Schäfer (de) (octobre 1941 – février 1942)
3. SS-Obersturmbannführer Wilhelm Wiebens (de) (février 1942 – janvier 1943)
4. SS-Obersturmbannführer Friedrich Buchardt (janvier 1943 – octobre 1944)
5. SS-Sturmbannführer Werner Kämpf (octobre 1943 – mars 1944)

### Vorkommando Moskau
Ce Vorkommando — également connu sous le nom de Sonderkommando 7c — devait opérer à Moscou, mais cela ne se réalise pas face à la victoire décisive soviétique lors de la bataille de Moscou. Le groupe est donc incorporé au Sonderkommando 7b et opère à Smolensk, assassinant 4 660 personnes.
1. SS-Brigadeführer Franz Six (20 juin – 20 août 1941)
2. SS-Obersturmbannführer Waldemar Klingelhöfer (août – septembre 1941)
3. SS-Obersturmbannführer Erich Körting (de) (septembre – décembre 1941)
4. SS-Sturmbannführer Friedrich Buchardt (décembre 1941 – janvier 1942)
5. SS-Sturmbannführer Friedrich-Wilhelm Bock (janvier – juin 1942)

## Einsatzgruppe C
L'Einzatzgruppe C a été attaché au groupe d'armées Sud, au cours duquel il exécuta 118 341 personnes.
1. SS-Brigadeführer und Generalmajor der Polizei Otto Rasch (juin – octobre 1941)
2. SS-Gruppenführer und Generalleutnant der Polizei Max Thomas (octobre 1941 – 29 avril 1943)
3. SS-Standartenführer Horst Böhme (6 septembre 1943 – mars 1944)

### Einsatzkommando 4a
Cet Einsatzkommando était actif à Lviv (ghetto de Lwów), Loutsk (ghetto de Łuck), Rivne (ghetto de Rovno), Jytomyr, Pereiaslav, Yahotyn, Ivano-Frankivsk, Radomychl, Loubny, Poltava, Kiev (Babi Yar), Koursk et Kharkiv, au cours duquel il exécuta 59 018 personnes.
1. SS-Standartenführer Paul Blobel (juin 1941 – 13 janvier 1942)
2. SS-Obersturmbannführer Erwin Weinmann (13 janvier – 27 juillet 1942)
3. SS-Sturmbannführer Eugen Steimle (août 1942 – 15 janvier 1943)
4. SS-Sturmbannführer Friedrich Schmidt (janvier – février 1943)
5. SS-Sturmbannführer Theodor Christensen (de) (mars – décembre 1943)

### Einsatzkommando 4b
Cet Einsatzkommando était actif à Lviv, Ternopil (ghetto de Tarnopol), Krementchouk, Poltava, Sloviansk, Khmelnytsky, Vinnytsia, Kramatorsk, Horlivka et Rostov, au cours duquel il exécuta 6 329 personnes.
1. SS-Obersturmbannführer Günther Herrmann (juin – octobre 1941)
2. SS-Obersturmbannführer Fritz Braune (de) (2 octobre 1941 – 21 mars 1942)
3. SS-Obersturmbannführer Walter Haensch (mars – juillet 1942)
4. SS-Obersturmbannführer August Meier (juillet – novembre 1942)
5. SS-Sturmbannführer Friedrich Sühr (novembre 1942 – août 1943)
6. SS-Sturmbannführer Waldemar Krause (de) (août 1943 – janvier 1944)

### Einsatzkommando 5
Cet Einsatzkommando était actif à Lviv (ghetto de Lwów), Brody, Doubno, Berdytchiv, Skvyra et Kiev (Babi Yar), au cours duquel il exécuta plus de 150 000 personnes.
1. SS-Oberführer Erwin Schulz (juin – août 1941)[25]
2. SS-Sturmbannführer August Meier (septembre 1941 – janvier 1942)

### Einsatzkommando 6
Cet Einsatzkommando était actif à Lviv, Zolotchiv, Jytomyr, Khmelnytsky, Vinnytsia, Dnipropetrovsk, Kryvy Rih, Donetsk et Rostov, au cours duquel il exécuta 5 577 personnes.
1. SS-Standartenführer Erhard Kroeger (juin – novembre 1941)
2. SS-Sturmbannführer Robert Möhr (novembre 1941 – septembre 1942)
3. SS-Obersturmbannführer Ernst Biberstein (septembre 1942 – mai 1943)
4. Date et commandant inconnu
5. SS-Sturmbannführer Friedrich Sühr (août – novembre 1943)

## Einsatzgruppe D
L'Einsatzgruppe D était attaché à la 11e armée. Créé en juin 1941 et fonctionnant jusqu'en mars 1943, l'Einsatzgruppe D a opéré dans le nord de la Transylvanie, Tchernivtsi, Kichinev et en Crimée. En mars 1943, il est déployé à Ovroutch comme unité anti-partisane appelée « Kampfgruppe Bierkamp », nommée d'après son nouveau commandant, Walther Bierkamp. L'Einsatzgruppe D a assassiné 91 728 personnes.

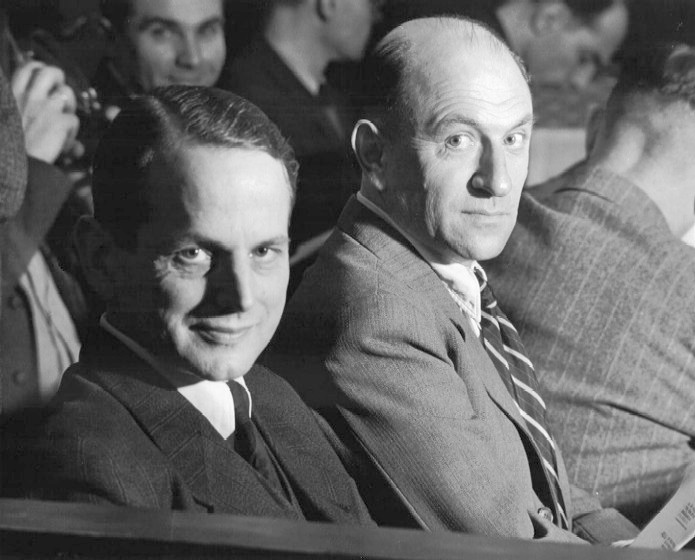
Otto Ohlendorf et Heinz Jost lors du procès des Einsatzgruppen.

1. SS-Gruppenführer und Generalleutnant der Polizei Otto Ohlendorf (juin 1941 – juillet 1942)
2. SS-Brigadeführer und Generalmajor der Polizei Walther Bierkamp (juillet 1942 – mars 1943)

### Einsatzkommando 10a
1. SS-Oberführer und Oberst der Polizei Heinrich Seetzen (juillet 1941 – juillet 1942)
2. SS-Sturmbannführer Kurt Christmann (de) (août 1942 – juillet 1943)

### Einsatzkommando 10b
1. SS-Obersturmbannführer Alois Persterer (de) (juin 1941 – décembre 1942)
2. SS-Sturmbannführer Eduard Jedamzik (de) (décembre 1942 – février 1943)

### Einsatzkommando 11a
1. SS-Obersturmbannführer Paul Zapp (de) (juin 1941 – juillet 1942)
2. Fritz Mauer (juillet – octobre 1942)
3. SS-Sturmbannführer Gerhard Bast (de) (novembre – décembre 1942)
4. SS-Sturmbannführer Werner Hersmann (de) (décembre 1942 – mai 1943)

### Einsatzkommando 11b
1. SS-Sturmbannführer Hans Unglaube (juin – juillet 1941)
2. SS-Obersturmbannführer Bruno Müller (juillet – octobre 1941)
3. SS-Obersturmbannführer Werner Braune (octobre 1941 – septembre 1942)
4. SS-Obersturmbannführer Paul Schultz (septembre 1942 – février 1943)

### Einsatzkommando 12
1. SS-Obersturmbannführer Gustav Adolf Nosske (juin 1941 – février 1942)
2. SS-Sturmbannführer Erich Müller (février – octobre 1942)
3. SS-Obersturmbannführer Günther Herrmann (octobre 1942 – mars 1943)

## Einsatzgruppe E
L'Einsatzgruppe E a été déployé en Croatie (Yougoslavie). Il était attaché à la 12e armée dans la région de Vinkovci, Sarajevo, Banja, Knin et Zagreb.

### Commandement
1. SS-Obersturmbannführer Ludwig Teichmann (de) (août 1941 – avril 1943)
2. SS-Standartenführer Günther Herrmann (avril 1943 – 1944)
3. SS-Oberführer und Oberst der Polizei Wilhelm Fuchs (octobre – novembre 1944)[27]

### Einsatzkommando 10b
1. SS-Obersturmbannführer und Oberregierungsrat Joachim Deumling (de) (mars 1943 – janvier 1945)
2. SS-Sturmbannführer Franz Sprinz (sv) (janvier – mai 1945)

### Einsatzkommando 11a
1. SS-Sturmbannführer und Regierungsrat Rudolf Korndörfer (de) (mai – septembre 1943)
2. SS-Obersturmbannführer Anton Fest (sv) (septembre 1943 – 1945)

### Einsatzkommando 15
1. SS-Hauptsturmführer Willi Wolter (de) (juin 1943 – septembre 1944)

### Einsatzkommando 16
1. SS-Obersturmbannführer und Oberregierungsrat Johannes Thümmler (juillet – septembre 1943)
2. SS-Obersturmbannführer Joachim Freitag (sv) (septembre 1943 – octobre 1944)

### Einsatzkommando Agram
1. SS-Sturmbannführer und Regierungsrat Rudolf Korndörfer (septembre 1943)

## Einsatzgruppe H
L'Einsatzgruppe H était une unité paramilitaire composé de plus de 700 soldats, créé fin août 1944 pour déporter ou assassiner les Juifs survivants de Slovaquie à la suite de la répression allemande du soulèvement national slovaque,.
Au cours de ses sept mois d'existence, l'Einsatzgruppe H a collaboré étroitement avec les divisions d'urgence de la garde de Hlinka — des formations paramilitaires slovaques créées pour faire face au soulèvement national slovaque — et a arrêté 18 937 personnes, dont au moins 2 257 ont été assassinées,. Des milliers d'autres ont été déportées dans des camps de concentration nazis (principalement à Auschwitz). Parmi les victimes figuraient Juifs, Roms, partisans slovaques ou opposants politiques réels ou présumés. Une de ses composantes, l'Einsatzkommando 14, a commis les deux plus grands massacres de l'histoire de la Slovaquie, à Kremnička et à Nemecká.
1. SS-Standartenführer Josef Witiska (10 septembre 1944 - avril 1945)[33]

Après la libération de la Slovaquie par l'Armée rouge, 211 fosses communes comprenant 5 304 victimes, abattues par les forces de l'Axe entre la fin de 1944 et le début de 1945, ont été découvertes ; un quart des victimes étaient des femmes et des enfants. Quelque 90 villages ont été rasés,. Sur les quelque 25 000 Juifs présents en Slovaquie au début du soulèvement, 13 500 ont été déportés — dont la plupart sont morts — et plusieurs centaines ont été massacrés en Slovaquie.

### Einsatzkommando 13
Cet Einsatzkommando a arrêté 446 Juifs dans l'ouest et le centre de la Slovaquie ; ils ont été détenus à la prison d'Ilava avant d'être déportés de Žilina dans des camps de concentration en Allemagne.
1. SS-Hauptsturmführer Otto Koslowski (cs) (Date inconnue)
2. SS-Sturmbannführer Hans Jaskulsky (Date inconnue)
3. SS-Sturmbannführer Karl Schmitz (Date inconnue)[38]

### Einsatzkommando 14
Ce groupe était l'unité principale de l'Einsatzgruppe H, responsable d'environ la moitié de ses meurtres. Le massacre de Kremnička, avec au moins 747 victimes, et le massacre de Nemecká, avec environ 900 victimes, ont été ses crimes les plus importants,.
- Le 11 septembre 1944, l'unité a abattu 350 Juifs à Nemčice (près de Topoľčany), dont des femmes, des enfants et un bébé de quatre mois[41].
- Le 3 octobre, 48 personnes ont été abattues à Martin pour activités présumées partisanes[41].
- Le 24 novembre, l'unité a arrêté 109 Roms du village d'Ilija, y compris des femmes et des enfants, qui ont ensuite été abattus à Kremnička[41].
- En janvier 1945, quatre présumés guérilleros ont été pendus à Zlaté Moravce[41].
- Également en janvier, sept Juifs retrouvés cachés à Donovaly ont été abattus avec leur sauveteur et la maison incendiée[41].

1. SS-Obersturmführer Georg Heuser (de) (août 1944 - mars 1945)

### Einsatzkommando 29
Organisé par Alois Brunner, l'Einsatzkommando 29 planifie, dans la nuit du 25 au 26 septembre 1944, la rafle de 1 800 Juifs de la capitale slovaque qui sont internés avec les 5 000 du camp de concentration de Sereď, antichambre d’Auschwitz,. Ce fut la plus grande rafle organisé en Slovaquie pendant la guerre. Au total, plus de 13 500 Juifs sont déportés du pays sur ordre de Brunner.
Après l'opération de septembre, l'Einsatzkommando a établi un bureau dans l'ancien centre juif (Edelgasse 6) pour traquer les Juifs tentant de se dissimuler. Une fois capturés, ils furent interrogés et torturés s'ils ne donnaient pas les noms et adresses des autres Juifs cachés. Les corps des victimes qui ont été torturés à mort ont été jetés dans le Danube.
1. SS-Hauptsturmführer Alois Brunner (septembre 1944 - mars 1945)

## Einsatzgruppe Serbien
1. SS-Oberführer und Oberst der Polizei Wilhelm Fuchs (avril 1941 – janvier 1942)
2. SS-Oberführer Emanuel Schäfer (janvier 1942)

## Einsatzkommando Tunis
- Einsatzkommando dirigé par l'officier SS Walter Rauff à Tunis.

## Einsatzkommando Finnland
Officiellement, l'Einsatzkommando der Sicherheitspolizei und des SD beim AOK Norwegen, Befehlsstelle Finnland était une unité paramilitaire allemande spécialisée dans les régions de Laponie et de Nord-Norge. Opérant sous le contrôle du RSHA et coopérant avec la police d'état finlandaise Valpo, l'Einsatzkommando Finnland est gardé secret jusqu'en 2008.

## Einsatzkommando Italien
L'Einsatzkommando Italien était une unité paramilitaire allemande active en Italie, dirigée par un Judenreferent, le SS-Hauptsturmführer Theodor Dannecker.

## Unités d'Einsatzkommandoplanifiées
- Einsatzkommando 6 — prévu pour opérer en Grande-Bretagne sous le commandement de Franz Six (réaffecté dans une unité spéciale pour opérer après la capture de Moscou).
- Einsatzkommando Egypt — prévu pour opérer au Moyen-Orient, y compris en Palestine.